# فلسبار بوتاسي

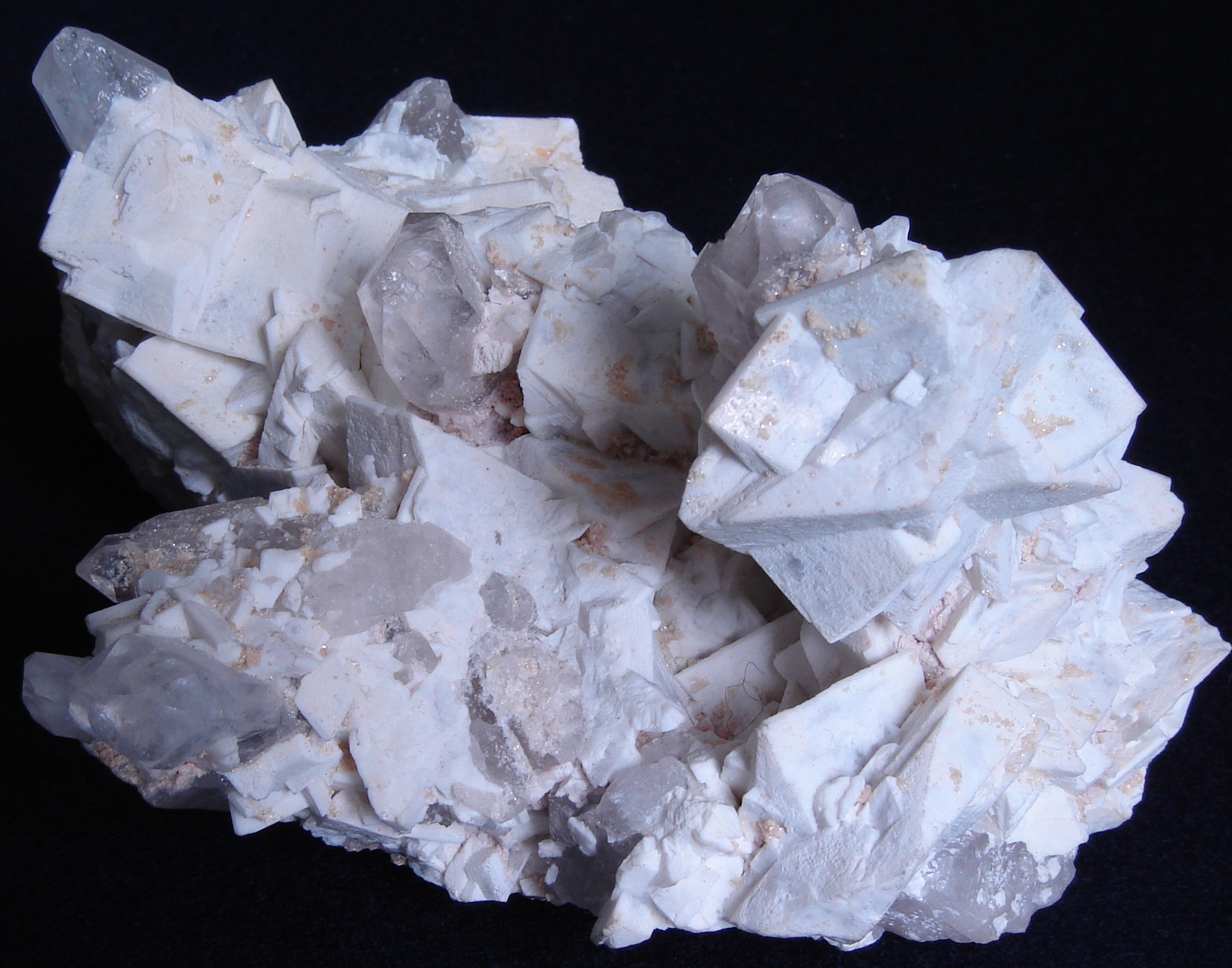

يشير الفلسبار البوتاسي إلى عدد من المعادن في مجموعة الفلسبار، ويحتوي على البوتاسيوم :
- أورثوكلاز (عضو نهائي صيغة ك-الفلسبار [KAlSi3O8])، معدن السيليكاتي التي تشكل الصخور البركانية[1]
- ميكروكلين، نفس التركيبة الكيميائية للأورثوكلاز، ولكن مع بنية بلورية مختلفة.[2][3][4]
- سانيدين، تشكل من الفلسبار البوتاسيوم (K,Na)(Si,Al)4O8 في درجة حرارة عالية.[5]
- آديلاريا، أكثر التشكيلات المرتبة منخفضة الحرارة من الأورثوكلاز أو ذات اضطراب جزئي للميكروكلين.
- أمازونيتي (تسمى أحيانًا "حجر الأمازون")، وهي مجموعة متنوعة الميكروكلينالأخضر.